# Зона. Записки надзирателя
«Зона. Записки надзирателя» — повесть Сергея Довлатова, состоящая из четырнадцати самостоятельных эпизодов, в которых рассказывается о жизни заключённых и их охранников.
Первые рассказы были написаны в 1965—1968 годах. Книга впервые вышла в свет в 1982 году (Энн-Арбор, издательство «Эрмитаж»).
В 2013 году повесть «Зона» была включена в список «100 книг», рекомендованный Министерством образования и науки РФ школьникам для самостоятельного чтения.
«Зона» была для Сергея если и не самой любимой, то самой важной книгой. Её он не собирал, а строил — обдуманно, упорно и педантично. Объединяя лагерные рассказы в то, что он назвал повестью, Довлатов сам себя комментировал. В первый раз он пытался объяснить, с чем пришёл в литературу.

## Содержание
Повесть построена как чередование лагерных эпизодов с письмами автора к издателю.

### Эпизоды
- Эстонец Густав Пахапиль был призван служить в охрану. Будучи человеком малоречивым, он разговаривал только с караульными собаками и лишь по-эстонски. Однажды во время политзанятий ефрейтор Петров-Фидель ради шутки сообщил, что инструктор Пахапиль взял шефство над могилами павших воинов. Идеологическому работнику инициатива понравилась, и Пахапиль был вызван в штаб «для рассказа о своих достижениях».
- Бывший пилот Мищук отбывал срок в ИТК-5. Утром заключённые долбили землю на участке возле лагеря. Внезапно на пустырь приземлился вертолёт Ми-6, и по трапу спустился давний товарищ Мищука — Дима Маркони. В течение нескольких минут друзья обменивались новостями и строили планы.
- Борис Алиханов служил надзирателем штрафного изолятора. Он был чужим для всех. И в новогоднюю ночь, когда вся рота отмечала праздник, сидел в канцелярии и выводил в тетрадке фразы, из которых позже сложилась повесть «Зона».
- Медсестра Раиса была единственной девушкой в казарме. За ней начал ухаживать инструктор Пахапиль. Когда он узнал, что в санчасть к Раисе ходит ещё и ефрейтор Петров, то испытал настоящее потрясение.
- Борис Купцов, проведший в лагерях 32 года, наотрез отказывался работать — объяснял это тем, что «закон не позволяет». Рассказчик, общаясь с заключённым, пришёл к выводу, что этот рецидивист — его двойник, потому что напоминает человека, идущего против ветра. Когда на лесоповале Алиханов вручил Купцову топор, тот положил руку на пень и отрубил себе пальцы.
- На лесоповале у костра двое заключённых — Ерохин и Замараев — разговаривали о жизни.
- Капитан Егоров поехал отдыхать в Адлер. Там он познакомился с аспиранткой Катей Лугиной. Девушка пыталась вести беседы о Гейне и Шиллере и попутно объясняла капитану, что он должен вырваться «из этого ада». Капитан обещал освежить в памяти классиков; Катя в ответ сказала, что поедет с ним в тайгу.
- Февраль. Катя разбудила своего мужа — капитана Егорова — и сообщила, что в умывальнике — лёд, а за окном снегу намело до форточки. Дыша на стекло, Катя думала о том, что где-то есть другая жизнь, с книгами и музыкой Баха. А здесь — лай собак и пилорама с утра до вечера.
- Катя попала в больницу, и капитан Егоров не может найти себе места.
- В шестом бараке избили заключённого Онучина. Когда Алиханов вошёл в барак, то увидел, как блеснуло лезвие. Надзирателя и заключённого спас офицер Борташевич.
- Во время заводских работ корпусом парогенератора АГ-430 придавило заключённого Бутырина. Тело доставили под автоматом в тюремную больницу. Замполит Хуриев написал родственнице Бутырина, что тот «скончался на трудовом посту».
- У капитана Токаря жизнь не задалась. Жена — в Москве, сослуживцы «в люди повыходили». Единственный друг капитана — чёрный спаниель Брошка.
- В канун Октябрьских праздников замполит сообщил, что силами заключённых будет поставлен спектакль «Кремлёвские звёзды». Роль Ленина досталась рецидивисту Гурину. Алиханова назначили ассистентом режиссёра.
- Алиханова за участие в массовой драке направили в головной лагпункт, где его ждала гауптвахта. Конвоировать арестованного надлежало ефрейтору Петрову-Фиделю. Дорога к месту отбытия наказания проходила через магазин.

### Письма к издателю
В первом письме к издателю Игорю Ефимову автор говорит, что «Зона» — это «своего рода дневник, записки, комплект неорганизованных материалов», которые надо напечатать раньше, чем другие повести. Каждое из следующих писем предваряет очередной эпизод и является самостоятельным эссе. Довлатов воспроизводит в них эпизоды своей биографии, размышляет о сходстве между лагерем и волей, рассказывает о лагерном языке.

## История создания
Замысел повести начал оформляться осенью 1962 года, во время службы автора в посёлке Чиньяворык, где он охранял лагерные бараки. В письмах к отцу Сергей Донатович сообщал, что его спасают стихи. Именно в них впервые прозвучала тема сходства лагеря и вольной жизни, впоследствии ставшая лейтмотивом «Зоны».
Первыми были написаны эпизоды о бывшем пилоте Машуке, медсестре Раисе и капитане Егорове. Рассказ о том, как в зоне ставили спектакль «Кремлёвские звёзды», появился в 1984-м — уже после выхода в свет книги «Зона». Довлатов считал его лучшим в своей новеллистике.
Поскольку вывезти подлинник «Зоны» из СССР легальными путями оказалось невозможно, Довлатов сфотографировал машинописные листы на микроплёнку и раздал знакомым француженкам. Получив плёнку в США, прозаик достаточно долго восстанавливал рукопись. Некоторые фрагменты, по его признанию, были полностью утрачены.
Солженицын описывает политические лагеря. Я — уголовные. Солженицын был заключённым. Я — надзирателем. По Солженицыну,  лагерь — это ад. Я думаю, что ад — это мы сами.
Найти издателя в Америке Довлатову удалось не сразу. Мотивы отказов, которые он слышал, сводились к тому, что лагерная тема уже исчерпана Александром Солженицыным и Варламом Шаламовым.

## История публикации
В книге «Сергей Довлатов. Эпистолярный роман с Игорем Ефимовым» опубликованы письма, свидетельствующие о том, что писатель держал подготовку «Зоны» к выходу под постоянным контролем. Предлагая издателю «тасовать и переставлять» содержимое рукописи, Довлатов одновременно сам готовил аннотацию, устранял опечатки при наборе и настаивал на том, чтобы после повторной корректорской правки текст вновь был отправлен ему для сверки.
Столь же основательно писатель подходил и к работе над обложкой — он придумывал эскизы, отправлял издателю разные варианты титульного листа и корешка, выбирал собственную фотографию, которая должна была войти в книгу.
В сентябре 1982 года, посылая автору сигнальный экземпляр «Зоны», Ефимов писал, что делает это с трепетом: «Примет ли Ваш утончённый вкус цвет обложки? <…> Всё остальное как будто в порядке: расположение текста, формат, качество печати, бумага». В ответном письме Довлатов поблагодарил своего издателя, сообщил, что «книжка выглядит симпатично», и указал на единственную орфографическую ошибку, допущенную на 60-й странице.

## Анализ повести

### Основная тема
По мнению филолога Павла Высевкова, «Зона» восходит к традициям русской лагерной прозы, которая была начата протопопом Аввакумом и продолжена Достоевским, Солженицыным, Шаламовым. Но если в их работах каторга и лагерь описываются с позиции жертвы, то у Довлатова главное действующее лицо — надзиратель.
Зона — модель мира, государства, человеческих отношений. В замкнутом пространстве усть-вымского лагпункта сгущаются, концентрируются обычные для человека и жизни в целом парадоксы и противоречия. В художественном мире Довлатова надзиратель — такая же жертва обстоятельств, как и заключённый.
На отличия между упомянутыми авторами и Довлатовым указывает и литературный критик Вячеслав Курицын, считающий, что под свои лагерные сочинения Довлатов подводит показательную теоретическую базу: «дескать, раньше лагерные тексты писались либо с позиции правоты несчастного каторжника, либо с точки зрения доброго и справедливого государства». Довлатов же обнаруживает «поразительное сходство между лагерем и волей».
Литературовед Татьяна Скрябина отмечает, что «акцент у Довлатова сделан не на воспроизведении чудовищных подробностей армейского и зековского быта, а на выявлении обычных жизненных пропорций добра и зла, горя и радости».

### Письма
Роль и значение писем в «Зоне» критиками оценивается по-разному. Так, Вячеслав Курицын полагает, что они всего лишь создают «видимость последовательного изложения», в то время как Павел Высевков считает, что письма не только организуют рамку фабульного повествования, но ещё и «вводят автобиографический код».

### Литературные параллели
Рассказывая об эпизоде, в котором Купцов молча отрубает себе топором пальцы, Александр Генис со ссылкой на Довлатова утверждает, что на самом деле заключённый произнёс фразу: «Смотри, как сосиски отскакивают». Если бы автор включил эту деталь в итоговый вариант, он вышел бы на дуэль, которая «построена по романтическому сценарию: Мериме, Гюго, Джек Лондон». Но писатель выбросил эффектную концовку ради того, чтобы «сменить героя».

В одно мгновение, как Толстой в страстно любимом им «Хозяине и работнике», Довлатов развернул читательские симпатии с надзирателя на вора.
— Александр Генис 
Для журналиста Александра Зайцева очевидной кажется связь между Довлатовым и Хемингуэем. К примеру, он улавливает смысловую перекличку между эпизодом из романа «Прощай, оружие!», когда Фредерик Генри во время лечения на юге знакомится с медсестрой Кэтрин, и рассказом о том, капитан Егоров в отпуске встречает будущую жену Катю. Разговор Егорова с офицером Борташевичем перед вылетом в Адлер, по мнению Зайцева, сродни диалогу между Фредериком Генри и Ринальди: «В обоих случаях писатели показывают мужскую дружбу между сослуживцами, сдобренную грубоватым подтруниванием друг над другом».

## Экранизация
В 1992 году по мотивам одного из рассказов, входящего в «Зону», был снят художественный фильм «Комедия строгого режима». В основу его сюжета лёг эпизод о тюремном спектакле «Кремлёвские звёзды». Правда, как отмечает корреспондент «Российской газеты», создатели картины пошли дальше книги: кинематографический Ленин прямо на нарах пишет «Апрельские тезисы», а Ф. Э. Дзержинский требует разоблачения оборотней в погонах.
Фамилия Довлатова в титрах фильма не значится.

### Рекомендуемая литература
- Игорь Смирнов. Довлатов как рассказчик / А. Ю. Арьев. — Санкт-Петербург: Звезда, 1999.
- Екатерина Янг. Нарративная структура «Зоны». — Санкт-Петербург, 1999.